# The Rules of Attraction - Lustans lagar
The Rules of Attraction - Lustans lagar är en amerikansk film från 2002 som är baserad på romanen med samma namn av Bret Easton Ellis.

## Handling
I filmen får man följa de tre huvudkaraktärerna Sean, Lauren och Pauls liv på Camden College. Filmen börjar egentligen i mitten av själva historien då alla tre karaktärer är på en The end of the world- fest. Därifrån spolas tiden bakåt, och för varje gång tiden spolas bakåt inleds scenen från en annan synvinkel och sakta med säkert börjar det nystas upp vad alla har för relation med varandra och vad som hänt fram till de kommit till festen. Olycklig kärlek, droger, sex och våld blandas i en salig röra i berättelsen om dessa ungdomar.

## Om filmen
Karaktären Sean Bateman är en yngre bror till American Psycho-karaktären Patrick Bateman.

## Rollista
| James Van Der Beek  | – Sean Bateman |
| Shannyn Sossamon    | – Lauren Hynde |
| Jessica Biel        | – Lara         |
| Kip Pardue          | – Victor       |
| Kate Bosworth       | – Kelly        |
| Ian Somerhalder     | – Paul Denton  |
| Joel Michaely       | – Raymond      |
| Jay Baruchel        | – Harry        |
| Thomas Ian Nicholas | – Mitchell     |
| Clifton Collins Jr. | – Rupert       |
| Clare Kramer        | – Candice      |
| Faye Dunaway        | – Mrs. Denton  |
| Swoosie Kurtz       | – Mrs. Jared   |
| Russell Sams        | – Richard      |
| Colin Bain          | – Donald       |